# Ronde van Spanje 1976
De 31e editie van de Ronde van Spanje ging op 27 april 1976 van start in Estepona, in het zuiden van Spanje. Na 3340 kilometer en 19 etappes werd op 16 mei in San Sebastian gefinisht. De ronde werd gewonnen door de Spanjaard José Pesarrodona.

## Eindklassement
José Pesarrodona werd winnaar van het eindklassement van de Ronde van Spanje van 1976 met een voorsprong van 1 minuut en 3 seconden op Luis Ocaña. In de top tien eindigden zes Spanjaarden. De beste Nederlander was Hennie Kuiper met een 6e plek.
| rang | renner                | land        | ploeg          | tijd       |
| ---- | --------------------- | ----------- | -------------- | ---------- |
| 1    | José Pesarrodona      | Spanje      | Kas-Campagnolo | 93u 19'10" |
| 2    | Luis Ocaña            | Spanje      | Super Ser-Zeus | + 1'03"    |
| 3    | José Nazabal Merendia | Spanje      | Kas-Campagnolo | + 1'41"    |
| 4    | Dietrich Thurau       | Duitsland   | TI-Raleigh     | + 1'44"    |
| 5    | Vincent Lopez         | Spanje      | Kas-Campagnolo | + 1'50"    |
| 6    | Hennie Kuiper         | Nederland   | TI-Raleigh     | + 2'00"    |
| 7    | Joaquim Agostinho     | Portugal    | Teka           | + 3'16"    |
| 8    | Josef Fuchs           | Zwitserland | Super Ser-Zeus | + 3'45"    |
| 9    | Pedro Torres          | Spanje      | Super Ser-Zeus | + 4'43"    |
| 10   | José Antonio González | Spanje      | Kas-Campagnolo | + 7'18"    |

## Etappe-overzicht
| Etappe  | Datum    | Van - naar                   | Km         | Etappewinnaar                 | Klassementsleider |
| ------- | -------- | ---------------------------- | ---------- | ----------------------------- | ----------------- |
| Proloog | 27 april | Estepona                     | 3,2 (ITT)  | Dietrich Thurau               | Dietrich Thurau   |
| 1       | 28 april | Estepona                     | 135        | José De Cauwer                | José De Cauwer    |
| 2       | 29 april | Estepona - Priego de Córdoba | 224        | Roger Gilson                  | José De Cauwer    |
| 3       | 30 april | Priego de Córdoba - Jaén     | 177        | Theo Smit                     | José De Cauwer    |
| 4       | 1 mei    | Jaén - Baza                  | 166        | Hennie Kuiper                 | Javier Elorriaga  |
| 5       | 2 mei    | Baza - Cartagena             | 201        | Theo Smit                     | Javier Elorriaga  |
| 6       | 3 mei    | Cartagena                    | 14 (ITT)   | Joaquim Agostinho             | Joaquim Agostinho |
| 7       | 4 mei    | Cartagena - Murcia           | 136        | Ferdi Van Den Haute           | Joaquim Agostinho |
| 8       | 5 mei    | Murcia - Almansa             | 219        | Georges Pintens               | Joaquim Agostinho |
| 9       | 6 mei    | Almansa - Nules              | 208        | Dietrich Thurau               | Dietrich Thurau   |
| 10      | 7 mei    | Castellón - Cambrils         | 226        | José Antonio González Linares | Dietrich Thurau   |
| 11      | 8 mei    | Cambrils - Barcelona         | 151        | Antonio Vallori               | Dietrich Thurau   |
| 12      | 9 mei    | Pampelune - Logroño          | 168        | Gerben Karstens               | Dietrich Thurau   |
| 13      | 10 mei   | Logroño-Palencia             | 209        | Dirk Ongenae                  | Dietrich Thurau   |
| 14      | 11 mei   | Paredes de Nava - Gijón      | 249        | Cees Priem                    | Dietrich Thurau   |
| 15      | 12 mei   | Gijón - Cangas de Onís       | 141        | Vicente López Carril          | Joaquim Agostinho |
| 16      | 13 mei   | Cangas de Onís - Reinosa     | 156        | Dietrich Thurau               | Joaquim Agostinho |
| 17      | 14 mei   | Reinosa - Bilbao             | 183        | Arthur Van De Vijver          | Hennie Kuiper     |
| 18      | 15 mei   | Galdácano - Santuario de Oro | 204        | Dietrich Thurau               | Hennie Kuiper     |
| 19a     | 16 mei   | Murguía - San Sebastian      | 139        | Dirk Ongenae                  | Hennie Kuiper     |
| 19b     | 16 mei   | San Sebastian                | 31,7 (ITT) | Dietrich Thurau               | José Pesarrodona  |